# Renée Hocková
Renée Hocková (* 6. května 1971) je bývalá kanadská zápasnice – judistka.

## Sportovní kariéra
Začínala s karatem. K judu přešla v 16 letech ve Vancouveru. V kanadské ženské reprezentaci se prosazovala od roku 1993 v lehké váze do 56 kg. V roce 1996 neuspěla v kanadské olympijské nominaci pro start na olympijských hrách v Atlantě a vzápětí ukončila sportovní kariéru. Věnuje se trenérské práci v Britská Kolumbii.

## Výsledky
| Turnaj                  | 1992       | 1993       | 1994       | 1995       |
| Turnaj                  | 21         | 22         | 23         | 24         |
| Turnaj                  | lehká váha | lehká váha | lehká váha | lehká váha |
| ----------------------- | ---------- | ---------- | ---------- | ---------- |
| Olympijské hry          | —          |            |            |            |
| Mistrovství světa       |            | úč.        |            | úč.        |
| Panamerické hry         |            |            |            | 3.         |
| Panamerické mistrovství | 3.         |            | 2.         |            |